# Mây (thực vật)

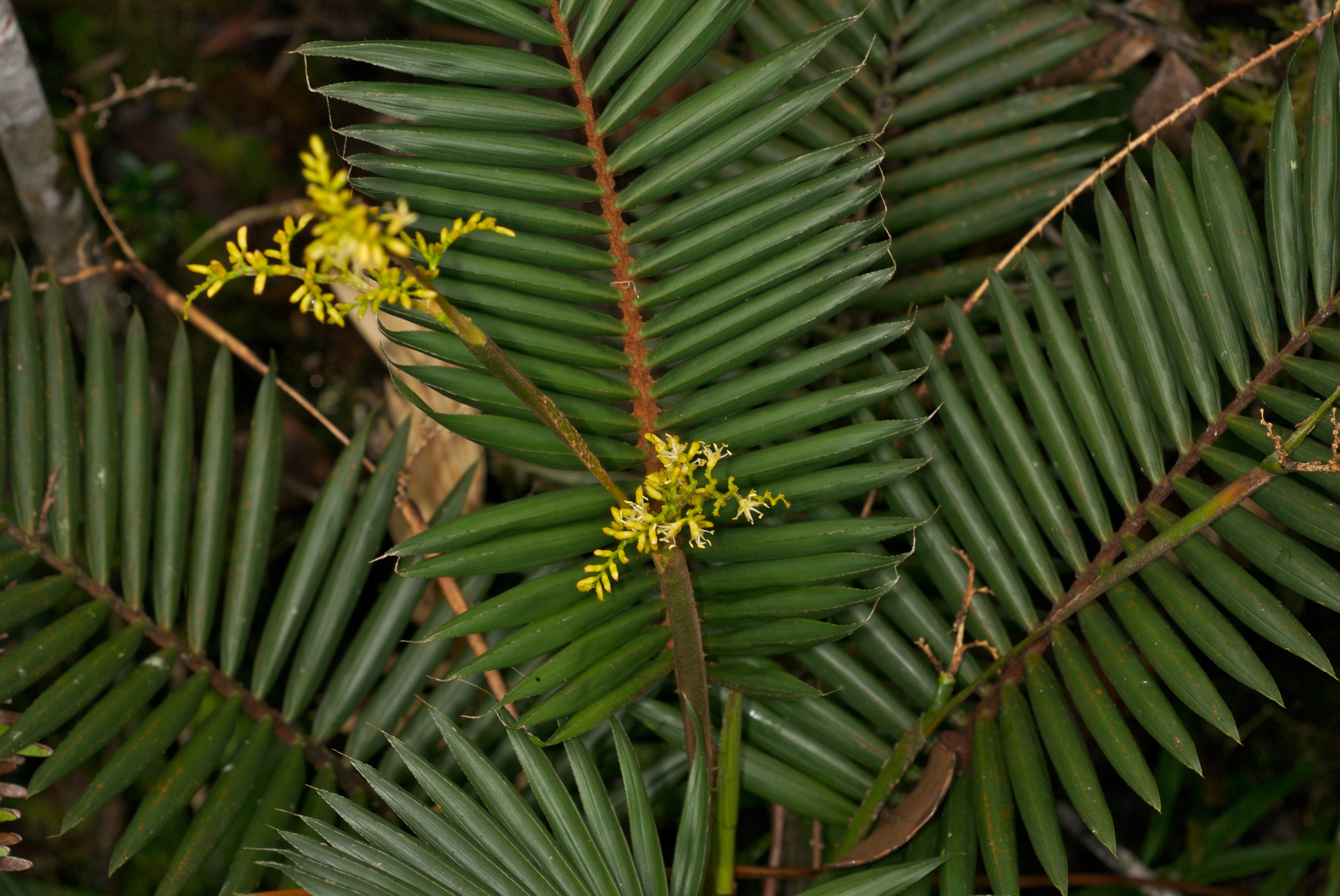
Calamus gibbsianus

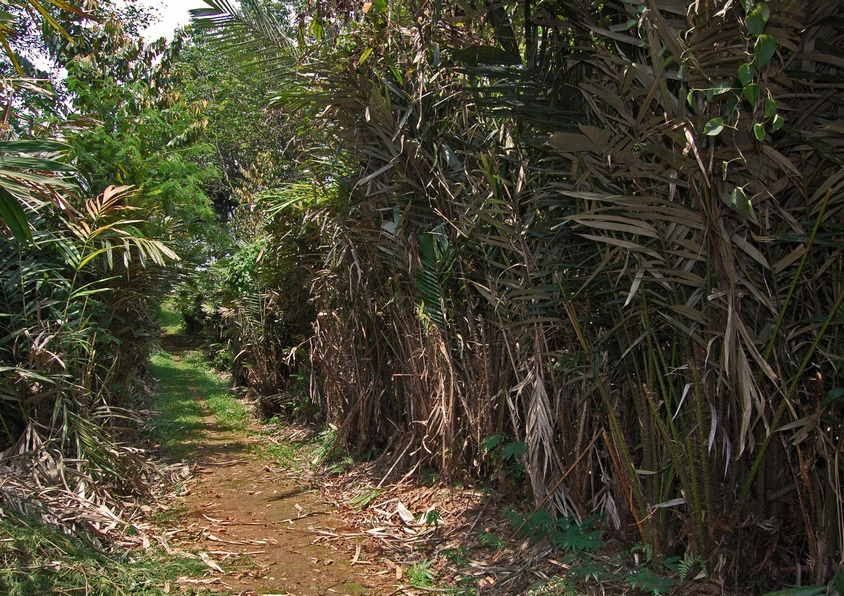
Đồn điền Salacca zalacca tại Bogor, Tây Java, Indonesia

Mây là tên gọi chung cho khoảng 600 loài cây, chủ yếu thuộc các chi Calamus (khoảng 400 loài) và Daemonorops (khoảng 115 loài), phân bố tự nhiên thuộc các khu vực nhiệt đới của châu Á, châu Úc, châu Phi. Mây là lâm sản ngoài gỗ được sử dụng làm nguyên liệu cho sản xuất hàng thủ công mỹ nghệ, đồ dùng trong gia đình (nội thất) như bàn, ghế hay giỏ đựng... Chúng rất giống cây tre, nhưng mây dễ phân biệt với tre là chúng đặc chứ không có thân rỗng như tre. Thân và lá đều có gai. Gai mây nhẵn bóng loáng. Quả mây vị chát to bằng hạt đậu xanh và thành từng chùm; vỏ quả mây rất ráp. Ngoài ra để sinh trưởng tốt, mây cần có một sự chăm sóc từ phía con người (tuy nhiên nó cũng rất dễ sống trong điều kiện hoang dại), trong khi tre có thể không cần điều này. Điều này làm cho nó trở thành một công cụ tiềm năng trong việc bảo vệ rừng, do nó đem lại một số lợi ích và lợi nhuận hơn là loài cây cần phải loại bỏ.

## Đặc tính
Mây thích nghi với mọi điều kiện sống. Ở những nơi hoang sơ, những nơi đất nghèo dinh dưỡng. Mây sống thành bụi theo hình ruột gà. Trong điều kiện gieo trồng, để có được những sản phẩm cho năng suất cao, chất lượng tốt người ta sử dụng giống mây nếp. Đặc điểm giống mây này là thưa đốt, tròn đều, vỏ có màu trắng ngà, cho năng suất cao, dễ thu hoạch, chịu được mọi điều kiện thời tiết, cây có khả năng kháng chịu sâu bệnh cao.

## Thời vụ
Ở Việt Nam, vùng Đông Bắc và đồng bằng Bắc Bộ, trồng vào mùa xuân và mùa thu. Các tỉnh phía tây Bắc Bộ và trung du vùng khu 4 cũ trồng vào tháng 5-7. Các tỉnh nam Trung Bộ và cao nguyên trồng vào tháng 6-7. Các tỉnh Nam Bộ trồng vào tháng 7-8.

## Kỹ thuật

### Tạo luống
Tuỳ theo độ dài diện tích trồng mây, có thể thiết kế quy hoạch sao cho hợp lý. Sau khi định hình được diện tích trồng, cần dọn dẹp, xới cỏ, chặt bỏ những cây và cỏ dại. Sau đó tạo thành luống có chiều cao từ 12 –15 cm. Làm đất thật tơi xốp, tiếp đó là dùng vôi bột rắc đều lên toàn bộ mặt luống. Liều lượng: 50 kg vôi bột khô/ha. Vôi bột có tác dụng khử độ pH và tiêu diệt toàn bộ côn trùng và các bào tử nấm dại.

### Trồng
Đào hố trồng theo tiêu chuẩn sau đây:
- Luống cách luống: 60 cm
- Hàng cách hàng: 50 cm
- Cây cách cây: 60 cm

Sau khi đào hố xong, dùng dao chuyên dụng rạch nhẹ lên thành bầu. Sau khi tháo bỏ toàn bộ phần nilông ra khỏi cây giống, đặt nhẹ cây giống vào hố. Lấp 1/3 lượng đất vào hố trồng, rồi dùng 2- 3 nắm cát đen phủ lên trên. Dùng nước tưới đẫm vào cây mới trồng. Sau khi cho đất, nước và cát phủ kín hố sẽ tạo một lực nén giữ cho cây không bị di chuyển làm ảnh hưởng đến sự ra rễ của cây giống.
Khi trồng mây, chú ý không được nén chặt hoặc dẫm lên phần đất mới trồng. Theo kinh nghiệm thực tế, cây mây dễ sống nhưng khó trồng. Tuỳ theo nhiệt độ, thời tiết tính từ ngày trồng đến tháng thứ 3 phải liên tục tưới và tạo ẩm cho cây. Khi trồng nếu gặp trời mưa, vẫn phải tưới thật đẫm vào những hố đã trồng. Nếu gặp trời nắng nên tưới vào lúc trời mát.
Sau khi trồng xong cần cắm mỗi hố cây một que tre, dùng sợi dây nilông nhỏ buộc chặt cây mây vào thân que tre để định vị, giúp bộ rễ phát triển mà không sợ ảnh hưởng của gió.

## Ứng dụng

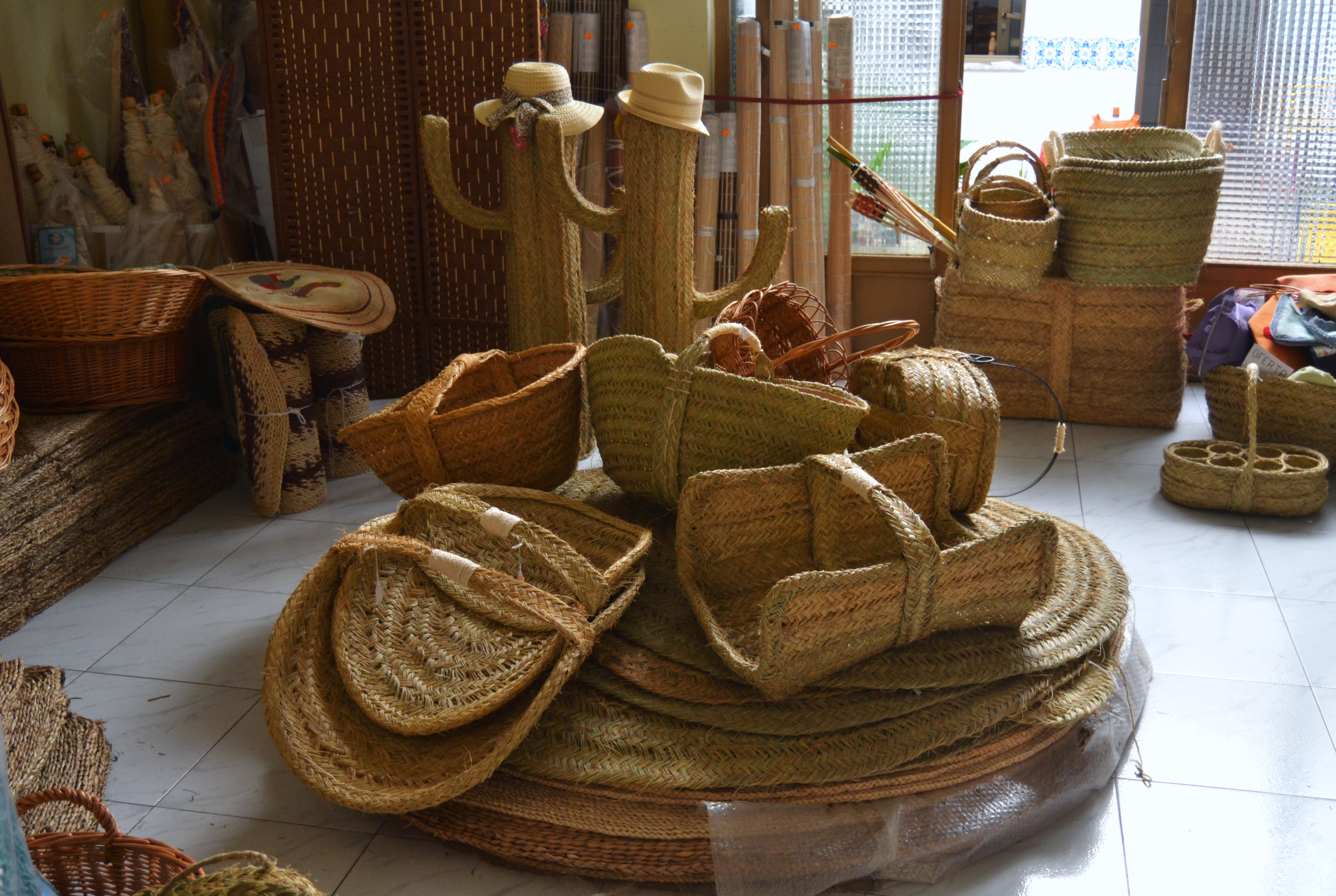
Một số vật dụng được đan bằng mây (Rattan)

1. Đặc tính đằm,  đặc ruột, vừa dai vừa cứng. Cành cây mây làm roi chỉ gây đau đớn ngoài da nhưng cường độ cao và hầu như không gây tổn thương nội tạng....
2. Khi cắt thành từng phần, mây có thể sử dụng như gỗ để làm đồ gia dụng. Mây cũng có thể sơn được và chúng có vân như gỗ, vì thế người ta có thể tạo ra được nhiều chủng loại màu trên bề mặt đồ bằng mây và tạo ra nhiều kiểu dáng khác nhau. Các phần của mây cũng có thể sử dụng đồ đan lát gia dụng hay môn thể thao cầu mây ở một số quốc gia Đông Nam Á. Ngoài ra, phần lõi bên trong có thể tách riêng và làm thành các sợi mây.
Mây tiết ra một chất nhựa màu đỏ, đôi khi còn được gọi là máu rồng. Chất nhựa màu đỏ này đã được sử dụng như là thuốc nhuộm cùng với một số chất khác để nhuộm đàn vi-ô-lông (encyclopedia.com).